# ديك بورتر
ديك بورتر (بالإنجليزية: Dick Porter) هو لاعب كرة قاعدة أمريكي، ولد في 30 ديسمبر 1901 في برنسيس آن في الولايات المتحدة، وتوفي في 24 سبتمبر 1974 في فيلادلفيا في الولايات المتحدة.

## وصلات خارجية
- ديك بورتر على موقعبيزبول رفرنس.كوم (الدوري الرئيسي) (الإنجليزية)